# Greatest Hits (album Andrzeja i Elizy)
Greatest Hits – album kompilacyjny zespołu Andrzej i Eliza zawierający jego największe przeboje, wydany w 1993 roku.

## Lista utworów
1. „Przechadzka” – (04:28)
2. „Kiedy człowiek sam na świecie” – (02:32)
3. „Zaloty jesienne A.D. 1971” – (03:38)
4. „W starym domku ciotki Emilii” – (02:36)
5. „Wstawanie wczesnym rankiem” – (03:21)
6. „Dobra miłość między nami” – (02:35)
7. „W sześć lat po ślubie” – (02:24)
8. „Czeka na nas świat” – (03:26)
9. „Święta we dwoje” – (03:00)
10. „Czas relaksu” – (03:31)
11. „Rzuciła mnie dziewczyna” – (02:50)
12. „Mój powrót” – (03:06)
13. „Królem bądź, głową rusz” – (03:07)
14. „Dzieląc świat na pół” – (04:13)
15. „Ballada o butach” – (02:54)
16. „Zostawimy miasto za zakrętem” – (03:44)
17. „Coraz mniejszy świat” – (02:56)
18. „Idzie na deszcz” – (03:47)
19. „Z dobrego serca” – (03:22)
20. „Dziewczyna z miejscówkami” – (03:46)
21. „Choćbyś przeszukała cały świat” – (03:47)
22. „Kuglarskie sztuczki” – (03:03)